# Mossø
El Mossø és un llac de la península de Jutlàndia a Dinamarca, el quart del país per la seva superfície. Es troba a l'est de la regió de Midtjylland, al municipi de Skanderborg, tot i que una part queda dins dels límits del municipi de Horsens. Les ciutats més properes són Skanderborg a l'est i Ry al nord.
El Mossø es va crear durant la darrera edat glacial, fa uns 10.000 anys. El llac presenta dues parts, a l'oest hi ha una zona petita i poc profunda mentre que la zona oest, de més fondària és més gran. El riu Gudenå, el més llarg de Dinamarca, és la principal aportació d'aigua al llac i també el seu desguàs, el Mossø forma part del sistema de llacs del Gudenå.
El llac està envoltat de boscos, prats i terres de conreu, i en algunes zones per extenses joncedes i aiguamolls. El bosc originari de roure i faig és present als vessants orientats al nord. A l'oest hi ha la zona deltaica de Klosterkær creada per les aportacions del Gudenå. En els prats molt humits es troben plantes com la calta o la cucut de rec.
Entre la fauna present al llac el més comú són els ànecs però també podem trobar gavines, el cabussó collnegre o el cabussó emplomallat. També es poden veure algunes aus marines com l'èider comú o algunes calàbries. Pel que fa als peixos al Mossø hi ha unes 20 espècies, la perca de riu, la madrilleta vera i el gymnocephalus cernuus són els més abundants mentre la sander lucioperca, l'anguila i la truita comuna són els que tenen més interès per a la pesca.